# ShareTheMeal
ShareTheMeal (en français : « partage un repas ») est une application mobile simplifiant le processus de don pour fournir des repas aux personnes souffrant de la faim. Développée avec le Programme alimentaire mondial des Nations unies en 2015, l'application atteint le jalon de 200 millions de repas distribués en novembre 2023. 

## Histoire
L'idée derrière l'application est née de la conviction qu'il est peu coûteux de subvenir aux besoins alimentaires d'un enfant pour une journée — 40 centimes à son lancement — et que davantage de personnes seraient disposées à aider s'il existait un moyen simple de le faire. Dès lors, Sebastian Stricker et Bernhard Kowatsch fondent ShareTheMeal en avril 2014 lors d'un congé sabbatique à Berlin,,.
Soutenue rapidement par l'Organisation des Nations unies dans le cadre de son programme alimentaire mondial (PAM) avec l'incubateur Innovation Accelerator, l'application est testée en Allemagne, en Autriche et en Suisse dès juillet 2015 avant d'être lancée à grande échelle en novembre 2015 sur Android et IOS. Cette première phase de test permet de délivrer 1,8 million de repas aux enfants dans le besoin au Lesotho grâce aux dons de 120 000 personnes,. Lors de son lancement global, le PAM lève une première campagne pour financer un an de repas scolaires pour 20 000 enfants syriens dans les camp de réfugiés d'Azraq et le camp de Zaatari en Jordanie entre autres.
Le projet atteint le nombre 100 millions de repas délivrés en mars 2021 au total, 150 millions en août 2022 puis 200 millions en novembre 2023,. En 2020, ShareTheMeal remporte le prix de la catégorie « Application pour le bien » lors des « Meilleures applications de 2020 » de Google. Elle est également sélectionnée dans la catégorie « Meilleur de 2020 » d'Apple dans la sous-catégorie « Tendance de l'année : faire la différence ».
ShareTheMeal entretient un partenariat avec l'application de livraisons alimentaires Delivery Hero. L'application propose de partager un repas de manière identique au moment de la commande dans cinq pays. En 2021, ce partenariat qui permet de collecter au total 140 000 dollars sera étendue à d'autres pays.

## Fonctionnement
L'application offre plusieurs options de contribution, allant de 40 centimes d'euro — à son lancement —  pour nourrir un enfant pendant une journée à 146 euros pour couvrir ses besoins alimentaires pendant un an,. De plus, l'aspect social de l'application permet aux utilisateurs d'informer leurs proches via les réseaux sociaux de leurs dons récents sous la forme d'un challenge afin de créer une dynamique virale incitant un nombre croissant d'utilisateurs à venir en aide aux personnes souffrant de la faim.
En cas de disponibilité de denrées alimentaires dans les magasins, mais d'insuffisance de moyens financiers pour les acquérir, les familles reçoivent des transferts monétaires, des bons d'achat ou une aide financière pour l'acquisition de nourriture. Dans les situations d'urgence, le PAM distribue généralement des barres hyperprotéinées enrichies en vitamines et minéraux, des repas chauds et des kits alimentaires.
À partir de juillet 2020, ShareTheMeal distribue les dons comme suit, : 
- 62 % sont affectés aux programmes du PAM pour fournir directement de la nourriture aux familles dans le besoin ;
- 28 % sont investis dans la collecte de fonds pour amplifier les dons par le biais du marketing ;
- 6 % couvrent les coûts opérationnels du PAM ;
- 4 % sont destinés à couvrir les frais de paiement.

Les retours sur investissement liés au marketing sont positifs selon plusieurs rapports de l'agence mondiale,.

## Finances

### Recettes
Une analyse menée par le International Fundraising Leadership Forum affirme en 2019 que le marché des dons des particuliers est vaste et en expansion. Là où entre 2013 et 2017, les dons de particuliers reçus par ces organisations ont augmenté de près de 2 milliards de dollars, l'agence mondiale a connu une baisse de revenus pendant la même période, bien que les recettes générées avec ShareTheMeal aient augmenté.
Les revenus annuels provenant de ShareTheMeal et de l'équipe s'occupant des dons de particuliers au siège du PAM sont passés de 12,2 millions de dollars en 2019 à 34,7 millions de dollars en 2020, puis à 54 millions de dollars en 2021. Plus spécifiquement, l'application a contribué à rassembler 3,9 millions de dollars sur les 17,4 millions de dollars des revenus du PAM provenant des dons de particuliers en 2017. De manière comparable, en 2018, elle a permis de collecter 4,7 millions de dollars sur un total de 17,6 millions de dollars provenant des dons de particuliers. À la fin de l'année 2022, le programme de collecte de dons auprès des particuliers de l'agence mondiale, ainsi que ShareTheMeal ont enregistré un total de 412 464 donateurs actifs, parmi lesquels 38 576 étaient des donateurs réguliers.

### Budget
En 2021, ShareTheMeal quitte la division de l’innovation et de la gestion des connaissances pour passer sous la division des partenariats privés et de la mobilisation de fonds du Programme alimentaire mondial afin de mieux l'intégrer dans son modèle de financement global. Les coûts associés jusqu’à lors été intégralement financés par des ressources extrabudgétaires.
En 2023, l'agence mondiale alerte sur ses difficultés de financement mettant en danger des millions de personnes face à la famine, voyant ses contributions diminuer alors que les besoins augmentent ; une baisse globale touchant les autres agences humanitaires de l'ONU et des organisations non gouvernementales. 

## Actions
L'application a permis de faciliter les dons afin de répondre à la faim générée par les conflits, chocs climatiques et autres crises dans de nombreuses régions tels que :
- l'Afghanistan ;
- la Colombie ;
- l'Égypte ;
- Haïti ;
- la Palestine ;
- le Pérou :
- les Philippines ;
- le Soudan du Sud ;
- la Syrie ;
- le Rwanda ;
- l'Ukraine ;
- le Yémen ;
- la Zambie.